# Pallavolo ai I Goodwill Games - Torneo femminile
Il I campionato di pallavolo femminile ai Goodwill Games si è svolto dal 7 al 12 luglio 1986 a Mosca, in Russia. Al torneo hanno partecipato 8 squadre nazionali e la vittoria finale è andata per la prima volta all'Unione Sovietica.

## Squadre partecipanti
- Cecoslovacchia
- Corea del Nord
- Germania Est
- Germania Ovest
- Giappone
- Perù
- Stati Uniti
- Unione Sovietica

## Gironi
| Girone A                                          | Girone B                                           |
| ------------------------------------------------- | -------------------------------------------------- |
| Germania Est Germania Ovest Perù Unione Sovietica | Cecoslovacchia Corea del Nord Giappone Stati Uniti |

## Fase finale

### Finali 1º e 3º posto
|  | Semifinali       | Semifinali       | Semifinali |      |                  | Finale 1º/2º posto | Finale 1º/2º posto | Finale 1º/2º posto |  |
|  |                  |                  |            |      |                  |                    |                    |                    |  |
|  | Unione Sovietica | Unione Sovietica | 3          |      |                  |                    |                    |                    |  |
|  | Unione Sovietica | Unione Sovietica | 3          |      |                  |                    |                    |                    |  |
|  | Stati Uniti      | Stati Uniti      | 1          |      |                  |                    |                    |                    |  |
|  | Stati Uniti      | Stati Uniti      | 1          |      | Unione Sovietica | Unione Sovietica   | 3                  |                    |  |
|  |                  |                  |            |      | Unione Sovietica | Unione Sovietica   | 3                  |                    |  |
|  |                  |                  | Perù       | Perù | 0                |                    |                    |                    |  |
|  | Perù             | Perù             | Perù       | Perù | 0                | 3                  |                    |                    |  |
|  | Perù             | Perù             |            |      |                  | 3                  |                    |                    |  |
|  | Giappone         | Giappone         | 2          |      |                  | Finale 3º/4º posto | Finale 3º/4º posto | Finale 3º/4º posto |  |
|  | Giappone         | Giappone         | 2          |      |                  |                    |                    |                    |  |
|  |                  |                  |            |      |                  |                    |                    |                    |  |
|  |                  |                  |            |      |                  | Stati Uniti        | Stati Uniti        | 3                  |  |
|  |                  |                  |            |      |                  | Stati Uniti        | Stati Uniti        | 3                  |  |
|  |                  |                  |            |      |                  | Giappone           | Giappone           | 0                  |  |

### Finali 5º e 7º posto
|  | Semifinali     | Semifinali     | Semifinali     |                |                | Finale 5º/6º posto | Finale 5º/6º posto | Finale 5º/6º posto |  |
|  |                |                |                |                |                |                    |                    |                    |  |
|  | Cecoslovacchia | Cecoslovacchia | 3              |                |                |                    |                    |                    |  |
|  | Cecoslovacchia | Cecoslovacchia | 3              |                |                |                    |                    |                    |  |
|  | Germania Ovest | Germania Ovest | 0              |                |                |                    |                    |                    |  |
|  | Germania Ovest | Germania Ovest | 0              |                | Corea del Nord | Corea del Nord     | 3                  |                    |  |
|  |                |                |                |                | Corea del Nord | Corea del Nord     | 3                  |                    |  |
|  |                |                | Cecoslovacchia | Cecoslovacchia | 2              |                    |                    |                    |  |
|  | Corea del Nord | Corea del Nord | Cecoslovacchia | Cecoslovacchia | 2              | 3                  |                    |                    |  |
|  | Corea del Nord | Corea del Nord |                |                |                | 3                  |                    |                    |  |
|  | Germania Est   | Germania Est   | 0              |                |                | Finale 7º/8º posto | Finale 7º/8º posto | Finale 7º/8º posto |  |
|  | Germania Est   | Germania Est   | 0              |                |                |                    |                    |                    |  |
|  |                |                |                |                |                |                    |                    |                    |  |
|  |                |                |                |                |                | Germania Est       | Germania Est       | 3                  |  |
|  |                |                |                |                |                | Germania Est       | Germania Est       | 3                  |  |
|  |                |                |                |                |                | Germania Ovest     | Germania Ovest     | 0                  |  |

## Classifica finale
| Classifica | Squadre          |
| ---------- | ---------------- |
|            | Unione Sovietica |
|            | Perù             |
|            | Stati Uniti      |
| 4          | Giappone         |
| 5          | Corea del Nord   |
| 6          | Cecoslovacchia   |
| 7          | Germania Est     |
| 8          | Germania Ovest   |